# روجر ووكر
روجر ووكر (بالإنجليزية: Roger Walker)‏ (15 نوفمبر 1966 ببولتن في المملكة المتحدة - ) هو لاعب كرة قدم بريطاني في مركز جناح ‏. لعب مع بولتون واندررز وسلايما واندريرز ونادي بيرن ونادي زيورخ ونادي غيلينغهام ونادي مارساشلوك ونادي هيبرنيانز وFriska Viljor FC ‏ ونادي بادن ‏.

## وصلات خارجية
- روجر ووكر على موقع قاعدة بيانات كرة القدم.إي يو (الإنجليزية)